# Dornberg (Adelsgeschlecht)

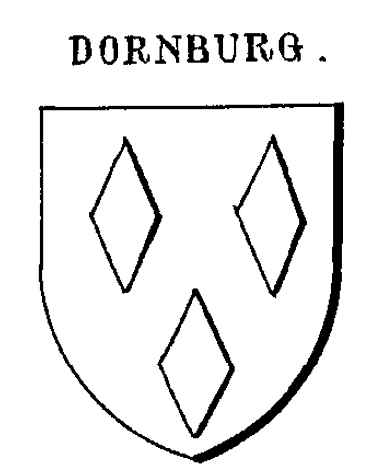
Wappen derer von Dornberg bei Johann Siebmacher.

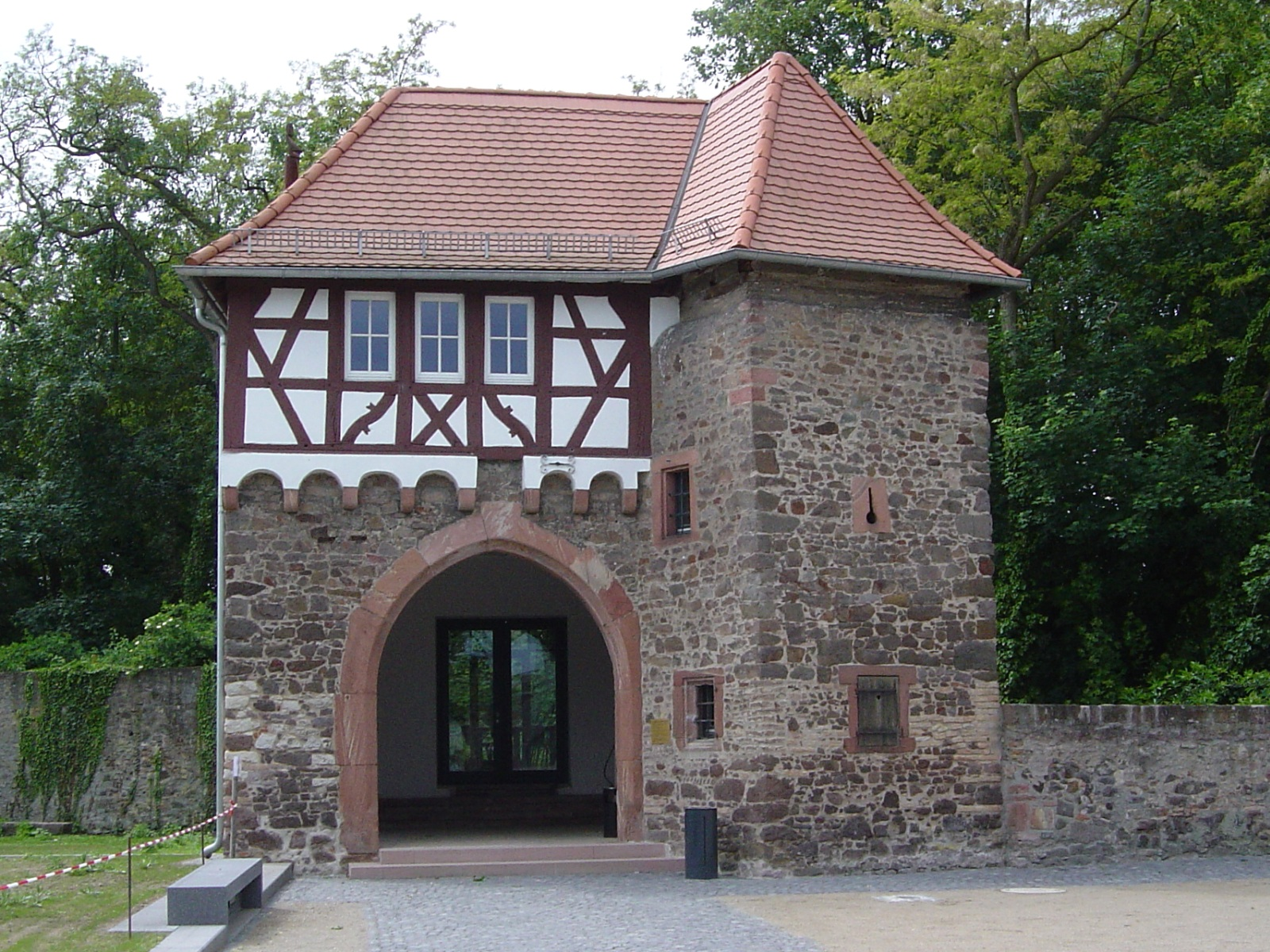
Schloss Dornberg, Torbau der Kernburg

Die Herren von Dornberg (auch: Dornburg) waren ein dynastisches Adelsgeschlecht, das vermutlich seit 1150–1160 im Riedgebiet am Rand der Bergstraße auf der von ihnen errichteten Niederungsburg Burg Dornberg saß.

## Namensgebung
Namensgebend für das Geschlecht war die Burg Dornberg, die wahrscheinlich von den Herren von Dornberg selbst errichtet wurde und ein Lehen der Grafen von Henneberg war.

## Herkunft
Die Herren von Dornberg stammen von den Herren von Hagen zu Burg Hayn (Hayn = Hagen) in Dreieichenhain ab. Urkundlich erwähnt wird 1076 Eberhard von Hagen, der erste Vogt der Dreieich und enger Vertrauter Kaiser Heinrichs IV. Mit der Übernahme seines Vogtamtes nannten sich Eberhard und seine Nachkommen von Hagen. Hagen bedeutet im Althochdeutschen so viel wie umschlossener Hof.
Nahe Verwandte des Eberhard I. von Hagen (1075–1122) sowie seines Sohnes Konrad, die Brüder Dragobodo und Konrad, traten 1093 erstmals zusammen als Zeugen einer Beurkundung auf. Der Reichsministeriale Eberhard Albus (Rufus) von Hagen, der 1123 einen Wald bei Wiesbaden erhält, kommt als Vater des ersten Dornbergers, Eberhard I von Dornberg in Betracht. Da Eberhard schon um 1160 urkundlich als Dornberg erscheint, ist die ihm und seinen Nachkommen namensgebende Burg Dornburg schon in seinem Besitz.
Die Hagen-Münzenberg, Heusenstamm, Erbach und Dornberg gehen vermutlich auf eine einzige Ur-Familie zurück. Als ein Ahnherr dieser Stämme kann der Meier des späteren Kaisers Otto I., Wetti, der in einer Urkunde vom 14. Februar 947 benannt wird, betrachtet werden. Darin schenkt Otto I. seinem „nostro villico“ Wetti eine königliche Hufe als Eigengut zu Seckbach.

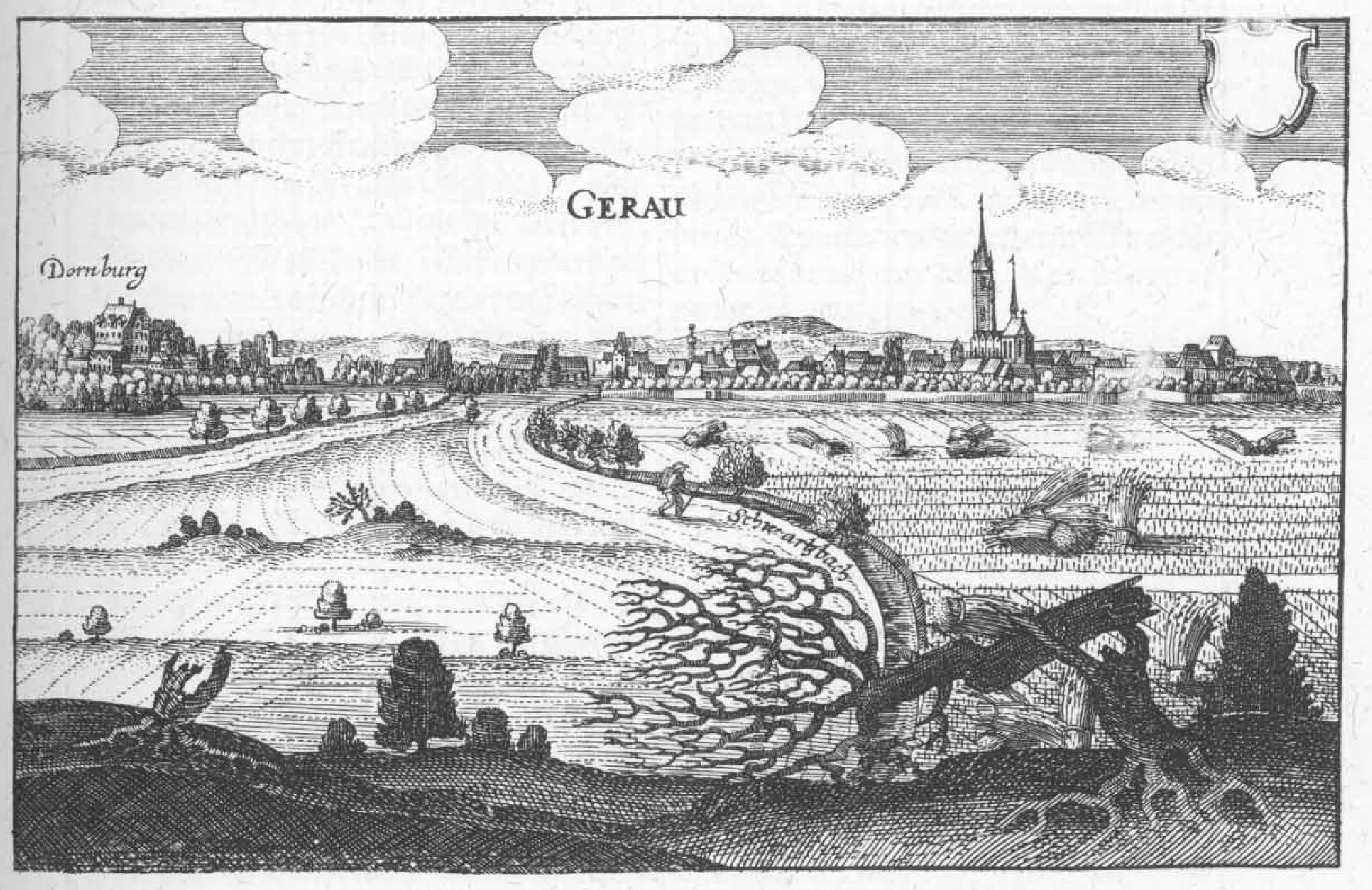
Matthäus Merian: Ansicht von Gerau aus der Topographia Hassiae. Links das Dornberger Schloss.

## Geschichte
Die Herren von Dornberg verwalteten schon im frühen 12. Jahrhundert als Vögte des Bischofs von Würzburg das Gebiet um Darmstadt von Burg Dornberg aus. Der erste Vertreter des Geschlechts, der unter dem Namen von Dornberg erscheint, ist der um 1160 erwähnte Eberhard I. von Dornberg (Eberhardus de Dornburg). 1165 und 1166 trat derselbe als Zeuge für Kaiser Friedrich Barbarossa auf. Als kaiserliche Dienstleute (imperialis aule ministerialis) versahen die Dornberger schon um 1160 Aufgaben in der kaiserlichen Reichsverwaltung. Zu ihren Vasallen und Burgleuten gehörten die Herren Ungeloube.
Eine Urkunde von Arnold, Abt des Klosters Eberbach im Rheingau, laut Urkundenbuch aus der Zeit um 1178, gibt Auskunft über die Familie Eberhards I. Genannt wird zunächst Bruder Dragebodo de Dornberch, der laut einer anderen Urkunde mit Friderune von Dienheim verheiratet war und 1158 sowie 1159 als Mönch des Klosters Eberbach erscheint. Dragobodo war in das 1136 von Zisterziensern bezogene Mainzer Eigenkloster eingetreten und hatte kurz darauf dessen Wirtschaftsverwaltung übernommen. Auf Basis der von ihm eingebrachten Allodien gründete er den Klosterhof Gehaborn. In der 1178er Urkunde werden ferner Eberhards I. Ehefrau (Name unbekannt), die Söhne Konrad und Eberhard II. sowie eine Tochter Adelheid erwähnt. Laut der Urkunde bestätigten alle Familienmitglieder, dass Dragebodo dem Kloster Weinberge bei Bergen und Äcker in Fechenheim bei Offenbach übertragen hatte. Erläutert wird ferner, dass Eberhard I. in der Zeit drohender Todesgefahr seine Frau und deren Söhne in die Obhut seines älteren Sohnes Konrad gab. Danach dürfte Konrad aus einer früheren Ehe stammen. Außerdem ergibt sich aus der Urkunde, dass die erwähnte Ehefrau, die Söhne Konrad und Eberhard II. und die Tochter Adelheid ihren Ehemann bzw. Vater Eberhard I. überlebten. Da aber Eberhard I. noch 1180 sich in einer Urkunde mit dem Eberbacher Abt Arnold wegen seines Bruders Dragobodo vergleicht, kann Eberhard nur 1180 oder später verstorben sein. Die Urkunde aus der Zeit um 1178 muss also in Wirklichkeit 1180 oder später erstellt worden sein.
Eberhard II. erscheint 1189 zusammen mit Kleriker Eberhardus de Dornberc als Zeuge in einer Urkunde des Mainzer Erzbischofs Konrad I. von Wittelsbach. Vermutlich handelt es sich bei dem Kleriker um einen Sohn Eberhards II., d. h. um Eberhard III. Letzterer bestätigte 1195 eine Urkunde des Mainzer Erzbischofs und trat um 1196 in eigener Sache gegenüber Meffried, Abt von Eberbach auf. Der zwischen 1210 und 1224 auftretende Eberhard IV. wird aufgrund des gleichen Vornamens wohl ein Enkel von Eberhard II. gewesen sein. 1222 tritt Eberhard von Dornberg als erster Zeuge einer Zeugenreihe mit Heinrich von Ramstadt in einer Urkunde des Grafen Diether von Katzenelnbogen auf. 1218 und 1224 erscheint Eberhard IV. in Urkunden des Kaisers Friedrich II. als Eberhardus Comes de Dornberch, d. h. als Graf.
Der 1235 genannte Cunradus de Dornburc wird ein Sohn von Eberhard IV. gewesen sein. Er trat bis 1256 allein (1235), sowie mehrfach zusammen mit seiner Ehefrau Jutta und einmal mit seiner Schwester Adelheid auf. Am 24. Juni 1264 tritt Jutta, die Witwe Konrads von Dornberg, ihr Einlösungsrecht an dem Dorf Erzhausen an die Herren von Falkenstein ab.
Mit dem Ableben Konrads im Jahr 1257 erlosch das Geschlecht der Herren von Dornberg im Mannesstamm. Die Burg Dornberg sowie andere Lehen der Familie gingen daraufhin an die mit den Grafen von Henneberg verwandten Grafen von Katzenelnbogen, obwohl Konrad seine Besitzungen 1255 zunächst seinem Verwandten Arnold zum Turm (de Turri), Kämmerer in Mainz, und dessen Söhnen vermacht hatte. Die Lehen wurden jedoch als heimgefallen interpretiert und neu an die Herren von Katzenelnbogen vergeben.

## Stammliste
1.0. Hausmeier Wetti, (Urk. 947) Majordomus des König Otto I., vermutlich der Ahnherr der Geschlechter von Dornberg, von Hagen, von Heusenstamm und der von Münzenberg.
Vermutete Nachfahren von Wetti:
1.2. Eberhard von Hagen (~1050–1122), Schwiegersohn des Cuno (schon 1176 auf Burg Hagen-Dreieichenhain).
Eberhards Ehefrau: Gertrud von Arnsburg (~1055–~1120), Tochter des Cuno von Arnsburg.
Sohn: Conrad I von Hagen und Arnsburg.
1.2.1 Cuno von Arnsburg (~1035–~1092), Schwiegervater des Eberhard von Hagen.
Cunos Ehefrau: Mathilde von Bielstein (~1040–~1095)
Tochter: Gertrud von Arnsburg.
1.3. Conrad I von Hagen und Arnsburg (1070–1151), Sohn des Eberhard I.
Dessen Ehefrau: Lukardis (~1080–~1140)
Söhne: Conrad II und Eberhard II Albus (Rufus) von Hagen.
1.4. Conrad II von Hagen und Arnsburg (1129–1152/1166), Sohn des Conrad I, Enkel des Eberhard I (gründete vor 1151 das Kloster Altenburg)
Sohn: Cuno I (von Mincenberg)
Sohn: Eberhard (Waro von Hagen)
Tochter: Agnes
Ehefrau: Luitgardis (Luckard) von Bickenbach (belegt 1151–1212).
1.4. Cuno I von Münzenberg (1151–1210),
Sohn des Conrad II von Hagen und Arnsberg (erbaute Burg Münzenberg
vor 1160 und verlegte 1174 das Kloster Aldenburg nach Arnsburg).
Dessen Ehefrau: Lukard von Nüringen.
Söhne: Cuno II von Münzenberg (1174–1223), Ulrich I von Münzenberg.
1.5. Eberhard Waro von Hagen (1140–1219),
Sohn des Conrad II von Hagen und Arnsburg, gilt als Stammvater der von Heusenstamm.
Eberhards Ehefrau I: Adelheid von Dornberg.
Ehefrau II: Jutta von Heusenstamm.
Tochter: Adelheid Waro von Hagen-Heusenstamm.
1.6. Eberhard II Albus (Rufus) von Hagen, (~1100–1150)
vermutl. ein Sohn des Conrad I von Hagen und Arnsburg.
Dessen Verwandte: Dragobodo und Konrad (mehrf. erw. 1144–1155).
Eberhard II Albus (Rufus) von Hagen gilt als vermuteter Vater des ab 1160 urkundlich belegten:
2.0. Eberhard von Dornberg (Eberhardus de Dornburg; ~1130–~1188).
Eberhards Ehefrau: (Name unbekannt),
Kinder: Konrad I, Eberhard II und Adelheid.
Sein Bruder: Dragebodo (Mönch zu Eberbach)
Dragobodos Ehefrau: Friderune von Dienheim.
3.0. Eberhard II. erscheint 1189 zusammen
mit seinem Sohn, dem Kleriker Eberhardus de Dornberc III.
Der 1224 auftretende:
4.0. Eberhard IV., Enkel von Eberhard II († nach 1236),
Dessen Ehefrau: Jutta,
Sohn: Konrad II von Dornberg (~1200–1257)
Tochter I: Elisabeth von Dornberg
verh. mit Conrad von Hirzberg († nach 1220)
Deren Sohn: Conrad II von Hirzberg († nach 1251)
heiratet Grete Eberhardi,
deren Tochter Grete von Hirzberg (* 1240)
Tochter II: Adelheid von Dornberg,
verh. mit: Eberhard Waro von Hagen – Heusenstamm (1140–1219)
Deren Tochter: Adelheid Waro von Heusenstamm
heiratet Wortwin von Hohenberg.
Der 1235 genannte:
5.0. Cunradus de Dornburc II (~1200–1257), vermutlich Sohn von Eberhard IV.
Ehefrau: Jutta; Schwester: Adelheid
Ableben des Konrad (Cunradus) II. im Jahr 1257. Ableben der Jutta nach/um 1264.

Wappen der Herren von Wallbrunn

## Wappen
Erhaltene Siegel der Herren von Dornberg an Urkunden aus den Jahren 1246 und 1256 zeigen einen Schild mit 3 Rauten (2:1). Die Farben des Schilds sind nicht überliefert. Es wird jedoch vermutet, dass diese mit denen der Schilde der vermutlich verwandten Herren von Kuche und der Herren von Ramstadt und Wallbrunn übereinstimmen. Demnach wären der Schild blau und die Rauten silber.
Das Wappen der Herren von Dornberg ist heute Bestandteil des Wappens des Kreises Groß-Gerau (inklusive vermuteter Tingierung).